# Betika (Cameroun)
Pour les articles homonymes, voir Betika.
Betika est une localité du Cameroun, située dans l'arrondissement de Bamusso, le département du Ndian et la Région du Sud-Ouest.

## Population
Lors du recensement national de 2005, Betika comptait 785 habitants.
En 2011, une enquête de terrain estime la population à 1 680 personnes, réparties dans les groupes ethniques des Yenda, Igbo, Grassfields, Ibibios et Ogones.

## Économie
C'est dans la région qu'ont été découvertes les premières traces de pétrole au Cameroun. Un forage y est toujours exploité.